# Arondismentul Vichy
Arondismentul Vichy (în franceză Arrondissement de Vichy) este un arondisment din departamentul Allier, regiunea Auvergne, Franța.

## Subdiviziuni

### Cantoane
- Cantonul Cusset-Nord
- Cantonul Cusset-Sud
- Cantonul Le Donjon
- Cantonul Escurolles
- Cantonul Gannat
- Cantonul Le Mayet-de-Montagne
- Cantonul Jaligny-sur-Besbre
- Cantonul Lapalisse
- Cantonul Varennes-sur-Allier
- Cantonul Vichy-Nord
- Cantonul Vichy-Sud

### Comune
| 1. Abrest (03001)                    | 2. Andelaroche (03004)              | 3. Arfeuilles (03006)                 | 4. Arronnes (03008)                  |
| 5. Avrilly (03014)                   | 6. Barrais-Bussolles (03017)        | 7. Bellerive-sur-Allier (03023)       | 8. Bert (03024)                      |
| 9. Billezois (03028)                 | 10. Billy (03029)                   | 11. Biozat (03030)                    | 12. Bost (03033)                     |
| 13. Le Bouchaud (03035)              | 14. Boucé (03034)                   | 15. Le Breuil (03042)                 | 16. Broût-Vernet (03043)             |
| 17. Brugheas (03044)                 | 18. Busset (03045)                  | 19. Bègues (03021)                    | 20. La Chabanne (03050)              |
| 21. La Chapelle (03056)              | 22. Charmeil (03060)                | 23. Charmes (03061)                   | 24. Chassenard (03063)               |
| 25. Chavroches (03071)               | 26. Châtel-Montagne (03066)         | 27. Châtelperron (03067)              | 28. Châtelus (03068)                 |
| 29. Cindré (03079)                   | 30. Cognat-Lyonne (03080)           | 31. Creuzier-le-Neuf (03093)          | 32. Creuzier-le-Vieux (03094)        |
| 33. Créchy (03091)                   | 34. Cusset (03095)                  | 35. Le Donjon (03103)                 | 36. Droiturier (03105)               |
| 37. Escurolles (03109)               | 38. Espinasse-Vozelle (03110)       | 39. Ferrières-sur-Sichon (03113)      | 40. Gannat (03118)                   |
| 41. La Guillermie (03125)            | 42. Hauterive (03126)               | 43. Isserpent (03131)                 | 44. Jaligny-sur-Besbre (03132)       |
| 45. Jenzat (03133)                   | 46. Langy (03137)                   | 47. Lapalisse (03138)                 | 48. Laprugne (03139)                 |
| 49. Lavoine (03141)                  | 50. Lenax (03142)                   | 51. Liernolles (03144)                | 52. Loddes (03147)                   |
| 53. Luneau (03154)                   | 54. Magnet (03157)                  | 55. Mariol (03163)                    | 56. Le Mayet-d'École (03164)         |
| 57. Le Mayet-de-Montagne (03165)     | 58. Mazerier (03166)                | 59. Molles (03174)                    | 60. Montaigu-le-Blin (03179)         |
| 61. Montaiguët-en-Forez (03178)      | 62. Montcombroux-les-Mines (03181)  | 63. Monteignet-sur-l'Andelot (03182)  | 64. Montoldre (03187)                |
| 65. Neuilly-en-Donjon (03196)        | 66. Nizerolles (03201)              | 67. Le Pin (03208)                    | 68. Poëzat (03209)                   |
| 69. Périgny (03205)                  | 70. Rongères (03215)                | 71. Saint-Bonnet-de-Rochefort (03220) | 72. Saint-Christophe (03223)         |
| 73. Saint-Clément (03224)            | 74. Saint-Didier-en-Donjon (03226)  | 75. Saint-Didier-la-Forêt (03227)     | 76. Saint-Félix (03232)              |
| 77. Saint-Germain-des-Fossés (03236) | 78. Saint-Gérand-le-Puy (03235)     | 79. Saint-Loup (03242)                | 80. Saint-Léger-sur-Vouzance (03239) |
| 81. Saint-Léon (03240)               | 82. Saint-Nicolas-des-Biefs (03248) | 83. Saint-Pierre-Laval (03250)        | 84. Saint-Pont (03252)               |
| 85. Saint-Priest-d'Andelot (03255)   | 86. Saint-Prix (03257)              | 87. Saint-Rémy-en-Rollat (03258)      | 88. Saint-Yorre (03264)              |
| 89. Saint-Étienne-de-Vicq (03230)    | 90. Sanssat (03266)                 | 91. Saulzet (03268)                   | 92. Serbannes (03271)                |
| 93. Servilly (03272)                 | 94. Seuillet (03273)                | 95. Sorbier (03274)                   | 96. Thionne (03284)                  |
| 97. Treteau (03289)                  | 98. Trézelles (03291)               | 99. Varennes-sur-Allier (03298)       | 100. Varennes-sur-Tèche (03299)      |
| 101. Vendat (03304)                  | 102. Le Vernet (03306)              | 103. Vichy (03310)                    |                                      |